# Білоногово
Білоно́гово (рос. Белоногово) — село у складі Куртамиського округу Курганської області, Росія.
Населення — 443 особи (2010, 523 у 2002).
Національний склад станом на 2002 рік:
- росіяни — 95 %